# Ramsjötjärnarna (Ramsjö socken, Hälsingland, 690355-149423)
Ramsjötjärnarna är en sjö i Ljusdals kommun i Hälsingland och ingår i Ljusnans huvudavrinningsområde.